# کتابخانه دولتی برلین

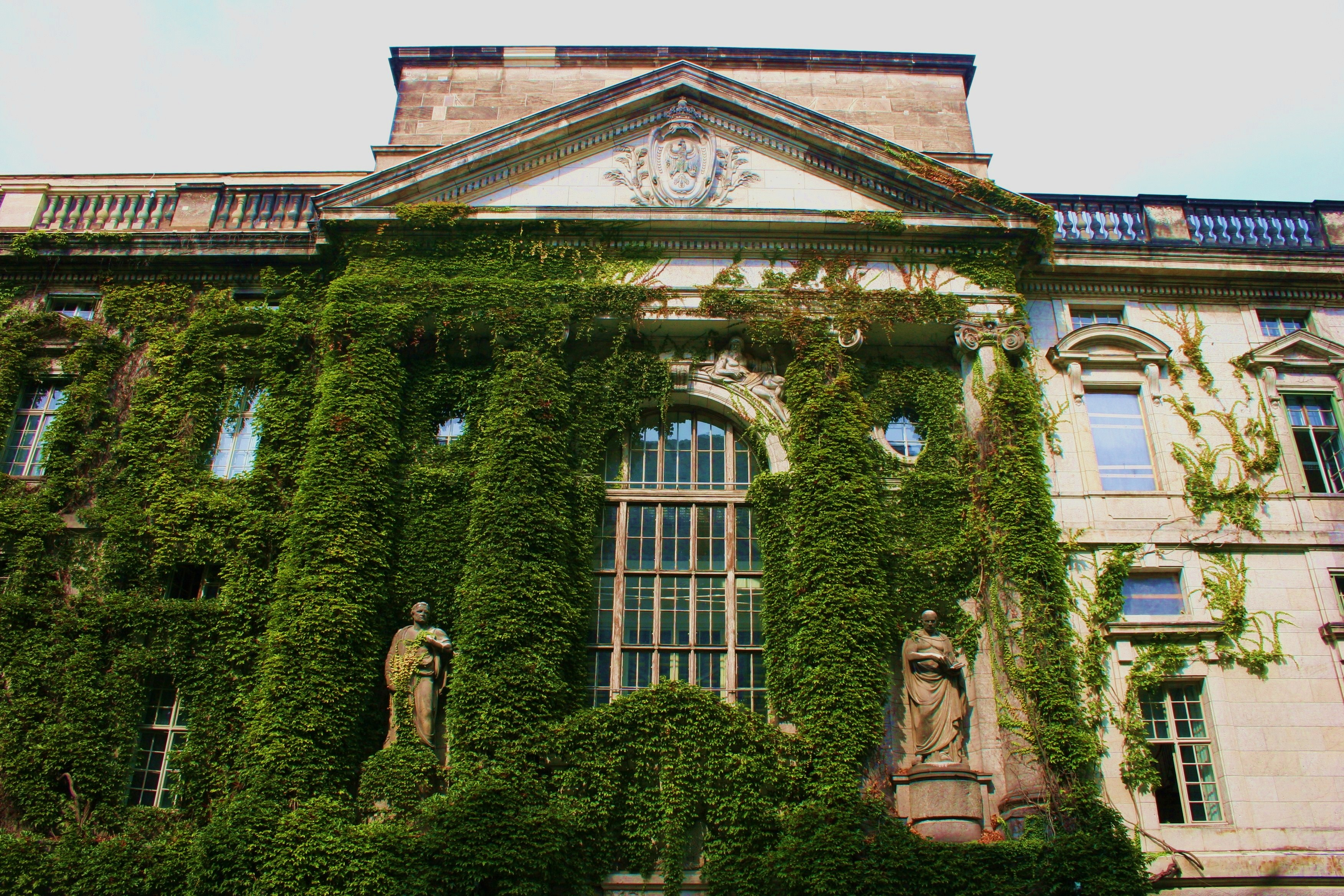
ساختمان اصلی کتابخانه دولتی برلین در میدان اونتر دن لیندن.

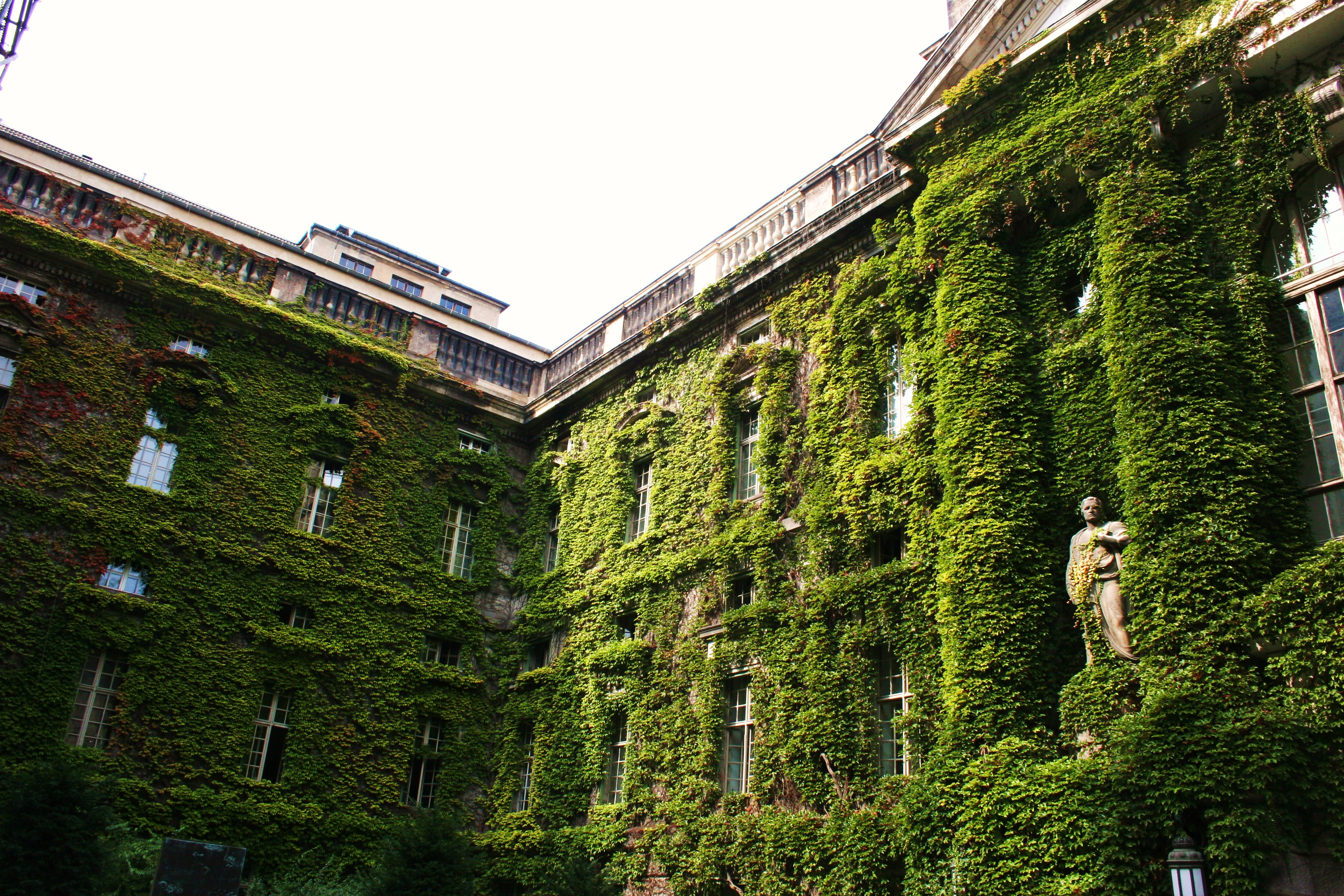
نمایی از حیاط درونی ساختمان اصلی کتابخانه دولتی برلین.

کتابخانه دولتی برلین (به آلمانی: Staatsbibliothek zu Berlin) کتابخانه‌ای در شهر برلین، آلمان است. این کتابخانه در مالکیت بنیاد میراث فرهنگی پروس قرار دارد.
این کتابخانه با بیش از ۲۲ میلیون نسخه کتاب، یکی از غنی‌ترین کتابخانه‌های جهان محسوب می‌شود. این کتابخانه در سال ۱۶۶۱ میلادی، بنا شده است.